# شاة ابوالفتح (مقاطعة فسا)
شاة ابوالفتح (بالفارسية: شاه ابوالفتح) هي قرية تقع في قسم صحرارود الريفي في إيران. يقدر عدد سكانها بـ 32 نسمة بحسب إحصاء 2016.